# 蓋羅

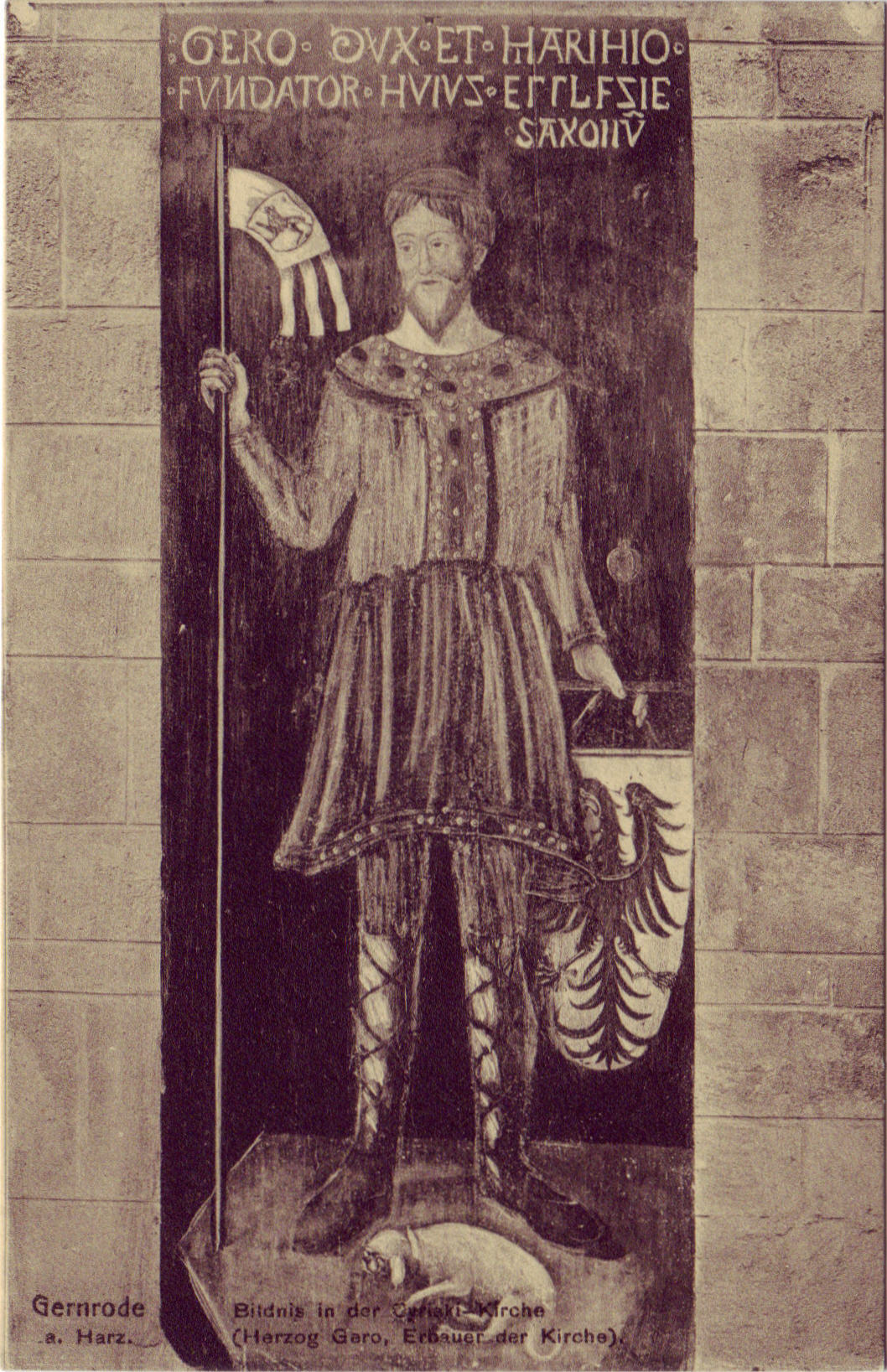
14世紀對蓋羅的描繪

蓋羅一世（德語：Gero I，约900年－965年5月20日），有时被称为蓋羅大帝（拉丁語：magnus），是一位德意志人贵族，他统治着最初以梅瑟堡为中心的邊疆區，该邊疆區位于现在的德国萨克森-安哈尔特州南部，他将其扩展到以他命名的广阔领土：蓋羅邊疆區。在10世纪中叶，他是撒克森人的领袖。他大大推動了德國人東向殖民運動的進展。